# Christine Kitumba
Christine Nakaseeta Binayisa Kitumba là một luật sư và thẩm phán người Uganda. Cô đã phục vụ như một công lý của Tòa án tối cao của Uganda, từ tháng 7 năm 2009. Nhiệm kỳ của cô dự kiến sẽ kết thúc vào năm 2015. Vào tháng 7 năm 2017, cô đã được yêu cầu tiếp tục phục vụ, để giảm bớt sự thiếu hụt các thẩm phán tại tòa án cao nhất của đất nước. Kể từ tháng 9 năm 2017, cô đã phục vụ tại tòa theo hợp đồng gia hạn. Trước khi được bổ nhiệm vào Tòa án Tối cao, cô là thành viên của Tòa phúc thẩm của Uganda.

## Hoàn cảnh và giáo dục
Cô được sinh ra ở Vùng Buganda của Uganda. Sau khi học tiểu học tại địa phương, cô được nhận vào Trinity College Nabbingo, nơi cô tốt nghiệp với bằng tốt nghiệp trung học.

## Trên tòa án tối cao của Uganda
Vào tháng 8 năm 2015, Công lý Christine Kitumba là một phần của đa số 6-1 rằng việc gia đình người đàn ông yêu cầu hoàn trả giá cô dâu, từ gia đình của người phụ nữ, trong trường hợp ly hôn. Tuy nhiên, nhu cầu về giá cô dâu trước một cuộc hôn nhân truyền thống đã được quy định theo hiến pháp.